# نهر كيريان
نهر كيريان (بالملايوية: Sungai Kerian)‏، هو نهر في الجزء الشمالي من ولاية فيرق الماليزية. ينبع النهر من سلسلة جبال بينتانغ. ويتدفق غربًا ويصب في مضيق ملقا. الروافد الرئيسية هي نهر سيلاما ونهر إيجوك ونهر ساماغاغاه ونهر أولو مينجكوانغ.
يتدفق النهر عبر بلدة باريت بونتار وفيرق، نيبون تيبال، وبينانق وبندر باهارو، وولاية قدح.

## الحوادث
- في مارس 2015 - تم العثور على آلاف من أسماك السلور والمايونج ميتة.[1] ولم يتم التحقيق في سبب هذه الحوادث.